# Greasley
Greasley è una parrocchia civile dell'Inghilterra, appartenente alla contea del Nottinghamshire.